# James Hope Grant
Sir James Hope Grant (Bridge of Earn, 22 luglio 1808 – Londra, 7 marzo 1875) è stato un generale britannico.

## Biografia
Hope Grant apparteneva ad una famiglia di piccoli proprietari terrieri ed il padre, Francis, era anche l'amministratore dei terreni di Kilgraston appartenenti ai Duchi di Gordon; suo fratello Sir Francis Grant sarebbe divenuto presidente della Royal Academy. Hope Grant entrò nell'esercito britannico nel 1826 come aspirante ufficiale, servendo nel 9th Lancers; appena due anni dopo fu promosso tenente e nel 1835 divenne capitano.
Nel 1842 divenne maggiore aiutante di campo del generale Alexander Fraser, XVII Lord Saltoun durante la Prima guerra dell'oppio, e in particolare si distinse nella battaglia di Chinkiang, dove i britannici riportarono una decisiva vittoria sulle truppe cinesi; ricevette perciò il titolo di cavaliere commendatore dell'Ordine del Bagno. Nel corso della Prima guerra anglo-sikh prese parte alla battaglia di Sobraon e alla campagna del Punjab. Inoltre, al comando del 9th Lancers, sconfisse gli indiani nella battaglia di Chillianwalla, divenendo molto popolare tra i soldati britannici e nella società inglese.
Promosso tenente colonnello e nel 1854 colonnello, nel 1856 ricevette il grado di brigadier generale. Prese parte alla repressione della Ribellione indiana del 1857. Diresse divisioni di cavalleria e artiglieria durante la pericolosa marcia in direzione di Lucknow e presso Cewnpore riuscì a distruggere gran parte del contingente nemico. Dopo la riconquista di Lucknow fu promosso a maggior generale e posto al comando delle forze britanniche per la definitiva pacificazione dell'India.
Nel 1859 ricevette il titolo di cavaliere di gran croce dell'Ordine del Bagno e baronetto. Nello stesso anno succedette a Sir Charles van Straubenzee come comandante delle truppe britanniche in Cina ed a Hong Kong. Partecipò insieme a Sir Michael Seymour e James Bruce, VIII conte di Elgin al comando degli inglesi durante la Seconda guerra dell'oppio. Hope Grant assediò e conquistò il Forte Taku e partecipò all'occupazione di Pechino.
Successivamente divenne tenente generale e comandante militare di Madras; fu quartiermastro-generale dell'esercito e dal 1870 comandante della Divisione Aldershot, già comandata da Sir James Yorke Scarlett. Morì a Londra il 7 marzo 1875 all'età di sessantasei anni. Il generale Hope Grant è considerato come uno dei fautori dell'impero britannico ed uno tra i principali personaggi dell'età vittoriana.
Inoltre George McDonald Fraser lo rese personaggio della sua serie di novelle di Flashmann, dove il generale britannico viene descritto come il più grande soldato dei suoi tempi, nonostante la sua eccentricità e il suo carattere "privo di nervi".